# Bestia di Bray Road
La Bestia di Bray Road è una creatura antropomorfa avvistata nella strada di campagna conosciuta come Bray Road già a partire dal 1936, anno del primo riscontro. Avvistamenti di tale creatura hanno avuto luogo ad Elkhorn, a Walworth, nel Wisconsin in generale e nel nord dell'Illinois.

## Descrizione
La misteriosa creatura è stata descritta come un primate bipede molto simile al Sasquatch, altresì è stata descritta come essere un lupo mannaro.
Le descrizioni sono molto discordanti tra loro, si concorda solamente sulla stazione eretta della creatura e la folta peluria avvolgente tutto il corpo.

## Teorie sull'identità
Todd Roll, un parapsicologo, ha espresso il proprio parere al riguardo, correlando gli avvistamenti di questo criptide con le MAM, con i licantropi e con le presunte attività sataniche presenti nella contea di Walworth. Sinora sono state proposte molte interpretazioni razionali circa la reale identità della bestia; ecco le principali:
- cane selvaggio non classificato;
- animale della mitologia pellirossa, chiamato Shunka Warakin;
- specie sopravvissuta del Walheela (lupo preistorico simile all'Amarok).

Le teorie più fantastiche classificano la bestia più semplicemente come licantropo, altre persone si affidano al folklore statunitense natio dei pionieri. Gli scettici considerano questi avvistamenti come semplice psicosi collettiva, ciò si spiegherebbe dal numero sempre maggiore di avvistamenti dopo il primo avvenuto.

## Nella cultura di massa
- La notorietà acquisita da tale mostro ha fatto sì che apparisse in alcuni documentari su satellite, come Mystery Hunters su Discovery Kids.
- Sono stati pubblicati vari articoli circa la vera identità del mostro sul noto giornale Weekly World News.
- Nel 2005 il regista Leigh Scott ha diretto e prodotto un film di serie B basato sulle vicende della Bray Road Beast, intitolato The Beast of Bray Road.